# 富时马来西亚吉隆坡综合指数
富时马来西亚吉隆坡综合指数（英語：FTSE Bursa Malaysia KLCI），簡称为富时综指（FBM KLCI），是由富時集團和马来西亚股票交易所联合运营的市值加权股票市场指数，由马来西亚股票交易所市值最大且符合指数基本规则资格要求的30家公司组成。

## 历史
该指数于1986年4月4日首次推出，時名为吉隆坡综合指数，基值为100，基準日为1977年1月1日。
2006年，马来西亚证券交易所与富时集团合作，为马来西亚市场提供一套指数，以提升吉隆坡综合指数的水平。富时马来西亚证券交易所是为取代吉隆坡综合指数而创建的指数之一。新指数于2009年7月6日采用，开盘价取自旧综指2009年7月3日的收盘价；此次增强将采用国际公认的指数计算公式，以提高透明度并提高指数的交易性。